# Yojoa Lacus
Lo Yojoa Lacus è una struttura geologica della superficie di Titano.